# Cshade kogurjói király
Cshade (Chadae) (71–165) az ókori Kogurjo (Goguryeo) állam hetedik királya volt.

## Élete
Szuszong (수성, 遂成, Suseong) néven született, apja Csesza (재사, Jaesa) herceg, Juri (Yuri) király fia volt. Kínai inváziók elleni csatákban lett népszerű tábornok, így jutott hatalomhoz és befolyáshoz. Bátyját, Thedzso (Taejo) királyt idős korát kihasználva lemondásra kényszerítette, megszerezvén a trónt. 147-ben kivégezte a trónra kerülését ellenző Ko Bokcsang (Go Bokjang)ot (고복장). 148-ban megölte bátyja fiait. Zsarnoki uralmának a Szamguk szagi (Samguk sagi) szerint Mjongnim Dapku (명림답부, Myeongnim Dabgu) főminiszter vetett véget, a Szamguk jusza (Samguk yusa) szerint azonban testvére, Sinde (Sindae) gyilkolta meg.